# Kerivoula minuta
Kerivoula minuta é uma espécie de morcego da família Vespertilionidae. Pode ser encontrada na Malásia e Tailândia.